# Корнилово (Курганская область)
Корнилово — деревня в Варгашинском районе Курганской области. Входит в состав Южного сельсовета.

## История
До 1917 года входила в состав Моревской волости Курганского уезда Тобольской губернии. По данным на 1926 год состояла из 144 хозяйств. В административном отношении являлась центром Корниловского сельсовета Варгашинского района Курганского округа Уральской области.

## Население
| 1912 | 1926 | 1989 | 2002 | 2010 |
| ---- | ---- | ---- | ---- | ---- |
| 707  | ↗738 | ↘197 | ↘155 | ↘78  |

По данным переписи 1926 года в деревне проживало 738 человек (346 мужчин и 392 женщины), в том числе: русские составляли 100 % населения.